# تكديس الكلمات
تكديس الكلمات هي تقنية تستخدم لتسوية النص في النص العربي، حيث يمكن وضع كلمة فوق أخرى لتوفير المساحة على السطر

## ربطات الكومة في Unicode
تحتوي نماذج العرض العربية-أ [الإنجليزية] على عدد قليل من الأحرف المحددة كـ "روابط كلمات" للمصطلحات المستخدمة بشكل متكرر في التعبيرات الصيغية في اللغة العربية. فيما يلي بعض الأمثلة على الأربطة التي تتميز بالتكديس:
- U+FDFB ﷻ ARABIC LIGATURE JALLAJALALOUHOU (جل جلاله)

## ملحوظات
1. ↑  قد لا يتم العرض بشكل صحيح بدون دعم الخط

## طالع أيضًا
- التفاف الكلمات [الإنجليزية]
- كشيدة